# Eulagos
Eulagos Gray, 1867 è un sottogenere del genere Lepus, comprendente tutte le specie di mammiferi lagomorfi conosciuti col nome comune di lepri.
Al sottogenere vengono generalmente ascritte 10 specie, caratterizzate da una buona taglia (generalmente attorno al mezzo metro o superiore, fino ai 70 cm di lunghezza della lepre europea, il più grande lagomorfo attualmente vivente), aspetto slanciato, zampe lunghe e sottili, con piedi posteriori allungati, grossa testa allungata ed orecchie lunghe e con tendenza ad allargarsi nella parte distale.

## Tassonomia
La classificazione del sottogenere, estratta dall'Integrated Tassonomic Information System, è la seguente:
Ordine Lagomorfi
- Famiglia Leporidae
  - Genere Lepus
    - Sottogenere Eulagos
      - Lepus castroviejoi - lepre cantabrica
      - Lepus comus - lepre dello Yunnan
      - Lepus coreanus - lepre coreana
      - Lepus corsicanus - lepre còrsa
      - Lepus europaeus - lepre comune
      - Lepus granatensis - lepre iberica
      - Lepus mandschuricus - lepre della Manciuria
      - Lepus oiostolus - lepre lanosa
      - Lepus starcki - lepre etiope
      - Lepus townsendii - jackrabbit dalla coda bianca

## Biologia
Tutte le specie ascritte al sottogenere sono diffuse in Eurasia: significative eccezioni sono rappresentate dalla lepre etiope (Lepus starcki), che ha areale isolato in una piccola zona dell'acrocoro etiopico, ed il jackrabbit dalla coda bianca (Lepus townsendii), diffuso lungo la costa pacifica del continente nordamericano.
Tutte le lepri del sottogenere Eulagos hanno abitudini notturne e solitarie, anche se è occasionalmente possibile vederle a coppie durante il periodo degli amori, o durante il giorno in caso di periodi particolarmente nuvolosi. Le lepri, a differenza dei conigli, non scavano tane, ma riposano in nicchie nella vegetazione fitta, pronte a scappare di corsa al minimo cenno di pericolo. Sono animali esclusivamente vegetariani.

Il periodo riproduttivo cade fra la fine dell'inverno e l'inizio dell'estate: la gravidanza dura attorno alle 6 settimane ed i piccoli sono molto precoci, essendo già completamente ricoperti di pelo e con gli occhi aperti al momento della nascita.